# Logothète du prétoire

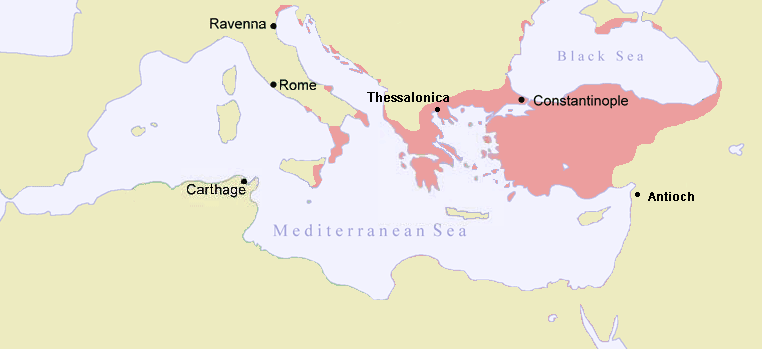
L'empire byzantin en 867.

Le logothète du prétoire (en grec λογοθέτης τοῦ πραιτωρίου, logothetēs tou praitōriou) est un haut fonctionnaire byzantin, adjoint de l'éparque de Constantinople, la capitale impériale.

## Histoire
Les sources (Taktikon Uspensky, Klētorologion de Philothée, Théophane continué, Régestes du patriarcat) et les sceaux attestent de son existence de la fin du VIIe ou début du VIIIe au XIe siècle.
Avec le symponos, il est un des deux principaux assistants de l'éparque de Constantinople, la capitale impériale. Ses fonctions exactes ne sont pas claires, mais vu que le praitōrion est une des principales prisons de la cité (dont il est responsable,), elles étaient probablement judiciaires et policières,.